# Joyce Porter
Pour les articles homonymes, voir Porter.
Joyce Porter, née le 28 mars 1924 dans le comté de Cheshire en Angleterre et morte le 9 décembre 1990, est une écrivaine britannique, auteure de plusieurs romans policiers et d'espionnage.

## Biographie
Joyce Porter est diplômée bachelor of arts en 1945 après des études au King's College de Londres. Entre 1949 et 1963, elle est officier dans la Women's Royal Air Force. Après avoir quitté l’armée, elle décide de se consacrer à l'écriture.
En 1964, elle publie son premier roman, Une fille à croquer (Dover One), dans lequel apparaît pour la première fois le personnage de l'inspecteur de Scotland Yard Wilfred Dover, héros de neuf romans ultérieurs et d'un recueil de nouvelles. Dover « est extrêmement antipathique, grossier, peu soigneux et surtout préoccupé par ses problèmes gastriques » selon Claude Mesplède.
En 1966, elle crée un second personnage, Eddie Brown, qui fait son apparition dans Pas de vodka pour Mr Brown (Sour Cream with Everything). Eddie Brown est un professeur de russe à l'université de Bristol recruté pour devenir agent secret.
En 1970, elle crée dans Rather a Common Sort of Crime un troisième personnage, Constance Ethel Morrison Burke, dont aucune des cinq aventures n'est traduite en français.

## Œuvre

### Romans

#### Série Wilfred Dover
- Dover One, 1964 Publié en français sous le titre Une fille à croquer, Paris, Presses de la Cité, coll. « Un mystère » no 731, 1965
- Dover Two, 1965
- Dover and the Unkindest Cut of All, 1967 Publié en français sous le titre Couper !, Paris, Gallimard, coll. « Série noire » no 1167, 1967
- Dover Goes to Pott, 1968
- Dover Three, 1968
- Dover Strikes Again, 1970
- It's Murder with Dover, 1973
- Dover and the Claret Tappers, 1976
- Dead Easy for Dover, 1978
- Dover Beats the Band, 1980
- Dover: The Collected Short Stories, 1995

#### Série Eddie Brown
- Sour Cream with Everything, 1966 Publié en français sous le titre Pas de vodka pour Mr Brown, Paris, Albin Michel, 1990
- The Chinks in the Curtain, 1967
- Neither a Candle Nor a Pitchfork, 1969 Publié en français sous le titre Certains l'aiment froid, Paris, Presses de la Cité, coll. « Un mystère » 3e série no 54, 1970
- Only with a Bargepole, 1971 Publié en français sous le titre Le Fléau ambulant, Paris, Gallimard, coll. « Série noire » no 1517, 1972

#### Série Constance Ethel Morrison Burke
- Rather a Common Sort of Crime, 1970
- A Meddler and Her Murder, 1972
- The Package Included Murder, 1975
- Who the Heck is Sylvia ?, 1977
- The Cart Before the Crime, 1979

### Nouvelles
- Gross Miscarriage of Justice, 1978 Publié en français sous le titre Lady Connie refait des siennes, Alfred Hitchcock magazine 2e série no 31, septembre 1991 ; réédition dans le recueil Un sport de bon rapport, Paris, Librairie des Champs-Élysées, coll. « Club des Masques » no 1016, 1992
- A Case of Malicious Mischief, 1979 Publié en français sous le titre Lady Connie casse la baraque, Alfred Hitchcock magazine 2e série no 6, février 1989 ; réédition dans le recueil Horace et les voraces, Paris, Librairie des Champs-Élysées, coll. « Club des Masques » no 1002, 1992

## Filmographie

### Adaptation
- 1968 : Dover and the Deadly Poison Pen Letters, épisode 2 de la saison 2 de la série télévisée britannique Detective, réalisé par Moira Armstrong

## Sources
- Claude Mesplède (dir.), Dictionnaire des littératures policières, vol. 2 : J - Z, Nantes, Joseph K, coll. « Temps noir », 2007, 1086 p. (ISBN 978-2-910686-45-1, OCLC 315873361).
- Claude Mesplède, Les années "Série noire" : bibliographie critique d'une collection policière, vol. 3 : 1966-1972, Amiens, Editions Encrage, coll. « Travaux / 22 », 1994 (ISBN 978-2-906389-53-3).
- Claude Mesplède, Les années "Série noire" bibliographie critique d'une collection policière, t. 4 : 1972-1982, Amiens, Encrage, coll. « Travaux » (no 25), 1995 (ISBN 978-2-906389-63-2).
- Claude Mesplède et Jean-Jacques Schleret, SN, voyage au bout de la Noire : inventaire de 732 auteurs et de leurs œuvres publiés en séries Noire et Blème : suivi d'une filmographie complète, Paris, Futuropolis, 1982, 476 p. (OCLC 11972030).